# Ли-Хант, Барбара
Барбара Ли-Хант (англ. Barbara Leigh-Hunt; 14 декабря 1935, Бат, Сомерсет, Англия — 16 сентября 2024, Астон Кантлоу) — британская актриса театра, радио, кино и телевидения, обладательница премии Лоренса Оливье в номинации Лучшая актриса вспомогательного состава.

## Личная жизнь и смерть
Её двоюродным братом был актёр Рональд Ли-Хант. Барбара Ли-Хант умерла в Астон Кантлоу, графство Уорикшир, 16 сентября 2024 года в возрасте 88 лет.

## Избранная фильмография
| Год       |    | Русское название            | Оригинальное название        | Роль                            |
| --------- | -- | --------------------------- | ---------------------------- | ------------------------------- |
| 2004      | ф  | Ярмарка тщеславия           | Vanity Fair                  | леди Бэриакрис                  |
| 2002—2002 | с  | Чисто английские убийства   | Midsomer Murders             | Марджори Эмпсон (1 эпизод)      |
| 2002      | тф | Берти и Элизабет            | Bertie and Elizabeth         | леди Мабель Эйрли               |
| 2000      | ф  | Билли Эллиот                | Billy Elliot                 | заместитель директора           |
| 1999—2001 | с  | Королевский адвокат Кавана  | Kavanagh QC                  | леди Джастис Пиннок (2 эпизода) |
| 2000—2000 | с  | Долгота                     | Longitude                    | Додо Гулд                       |
| 1999—1999 | с  | Жёны и дочери               | Wives and Daughters          | леди Камнор                     |
| 1997      | ф  | Цветы любви                 | A Merry War                  | миссис Уисбич                   |
| 1995—1995 | с  | Гордость и предубеждение    | Pride and Prejudice          | леди Кэтрин де Бург             |
| 1995—1995 | с  | Время идет                  | As Time Goes by              | (1 эпизод)                      |
| 1991—1991 | с  | Идеальный герой             | A Perfect Hero               | Айрис Флемминг                  |
| 1990—1990 | с  |                             | Ruth Rendell Mysteries       | миссис Феншоу                   |
| 1990      | ф  | Бумажная маска              | Paper Mask                   | Селия Мамфорд                   |
| 1990—1990 | с  | Инспектор Морс              | Inspector Morse              | Бланш Копли-Барнс               |
| 1989      | тф | Разрушенный                 | Tumbledown                   | Джин Лоуренс                    |
| 1983      | тф | Вагнер                      | Wagner                       | королева Мария                  |
| 1980      | ф  | Божественный пес            | Oh, Heavenly Dog!            | Маргарет                        |
| 1973—1973 | с  | Шесть дней правосудия       | Six Days of Justice          | мисс Тейлор (1 эпизод)          |
| 1973      | ф  | Наследие нации              | Bequest to the Nation        | Кэтрин Мэтчем                   |
| 1972      | тф | Генрих VIII и его шесть жен | Henry VIII and His Six Wives | Екатерина Парр                  |
| 1972      | ф  | Исступление                 | Frenzy                       | Бренда Маргарет Блэйни          |
| 1971—1971 | с  | В поисках Нила              | The Search for the Nile      | Изабелла Арунделл               |